# Anchiano
Anchiano é um vilarejo (frazione) da comuna de Vinci, província de Florença, Itália. Segundo dados de 2008, possui 14.370 habitantes. É onde, supostamente, segundo alguns historiadores, nasceu Leonardo da Vinci (1452-1519), fato pelo qual a cidadezinha possuí fama internacional.

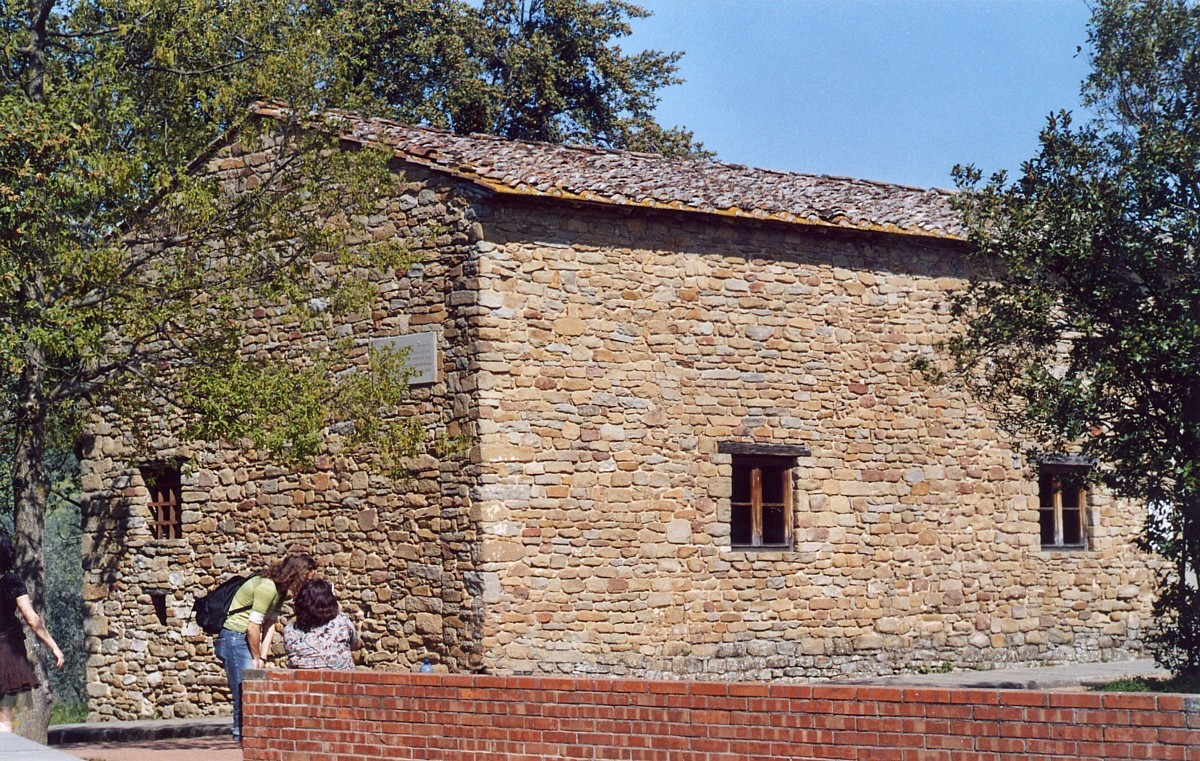
Possível casa de infância de Leonardo no município de Vinci no vilarejo de Anchiano.